# Cephalophus callipygus
Céphalophe de Peter
Espèce
Statut de conservation UICN

 LC  : Préoccupation mineure
Le Céphalophe de Peter (Cephalophus callipygus) est un mammifère appartenant à la famille des Bovidae.

## Répartition et habitat
Cette espèce est présente au Cameroun, en République centrafricaine, en Guinée équatoriale, au Gabon et en République du Congo. Elle vit dans la forêt tropicale humide de basse altitude.